# موسینا رکا
موسینا رکا (به صربی: Musina Reka) یک منطقهٔ مسکونی در صربستان است که در کرالیفو واقع شده‌است.